# Villa Necker

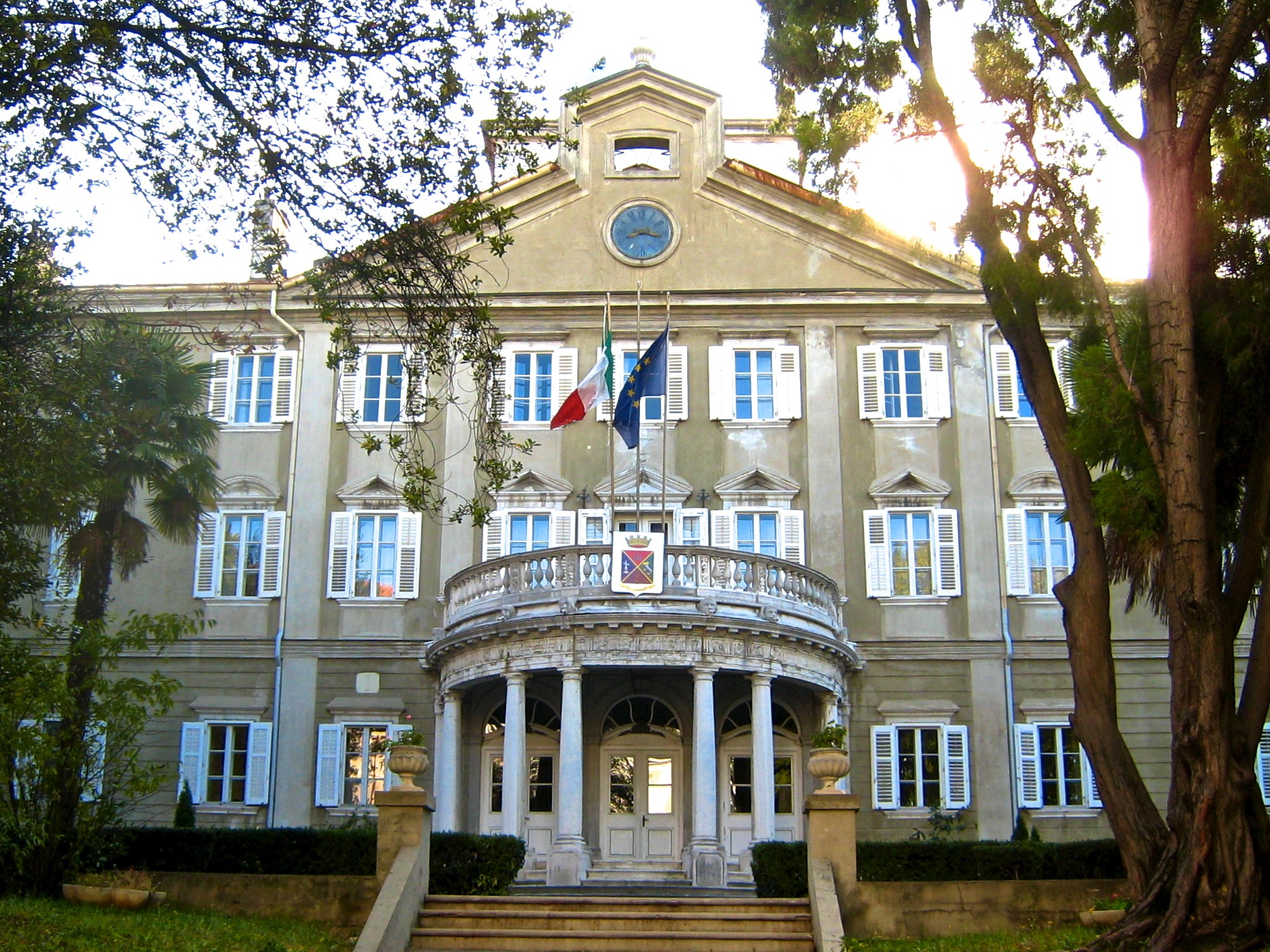
Villa Necker in Triëst, Italië

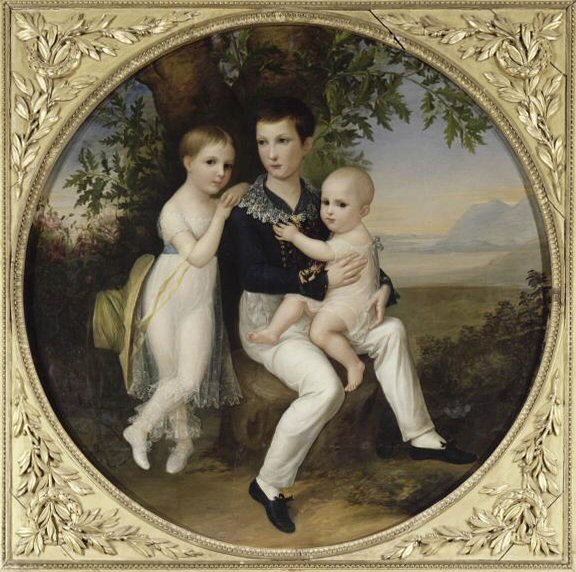
De drie kinderen van Jérôme Bonaparte en Catharina van Württemberg werden geboren in de Villa Necker

De Villa Necker (18e eeuw) staat in Triëst, in de Noord-Italiaanse regio Friuli-Venezia Giulia. Het is sinds 1918 eigendom van het Ministerie van Defensie van het koninkrijk Italië en nadien de republiek Italië.

## Namen
- Villa Anonima: dit was de naam na de bouw in de 18e eeuw.
- Villa Cassis: de naam komt van de eigenaar in de jaren 1790, graaf Cassis Faraone.
- Villa Necker: de naam komt van de eigenaar in de jaren 1827-1851, Alfonso Teodoro Carlo Francesco de Necker, Zwitsers consul en afstammeling van minister Jacques Necker.
- Villa Girolamo: deze naam werd in de jaren 1920 gegeven als verwijzing naar prins Jérôme Bonaparte die er in de 19e eeuw leefde. Girolamo is Italiaans voor Jérôme.

## Historiek
In de  jaren 1780 leidde militair ingenieur Vincenzo Struppi graafwerken om de heuvel te slechten gelegen buiten de stad Triëst. De havenstad Triëst was deel van het Habsburgse Rijk als vrije rijksstad. De wijk was gegeerd bij notabelen omwille van de rustige ligging. In 1784 liet baron Francesco Saverio de Königsbrunn een villa optrekken; zijn architect was Giacome Marchini. De stijl is neoclassicistisch.
Graaf Cassis Faraone liet de Villa Anonima verfraaien, een orangerie bouwen en het park breed aanleggen (1790). De villa was rond de eeuwwisseling bekend als de Villa Cassis. In 1814 verbleef het echtpaar Jérôme Bonaparte en Catharina van Württemberg in de Villa Cassis. Het einde van het Napoleontische Keizerrijk was nabij en het echtpaar reisde veel. Zij droegen toen de titel van vorst en vorstin van Montfort, een titel geschonken door Catharina’s vader. In de villa werd hun oudste zoon geboren, Jérôme Napoleon Karel Bonaparte (1814). Het domein verloor een groot stuk door de aanleg van een openbare weg (1814). In 1819 keerde het echtpaar terug naar de villa en in 1820 kochten ze het. Hun tweede kind werd er geboren, Mathilde Bonaparte (1820) en hun derde, Napoleon Jozef Karel Paul Bonaparte (1822). De villa kende de luister van een Napoleontisch hof, weliswaar in ballingschap. Prinses Catharina liet de villa luxueus inrichten; er verrees een theater, een golfterrein en een kapel.
Jérôme Bonaparte en Catharina van Württemberg verkochten hun villa in 1827. De nieuwe eigenaar was een bankier uit Genève, Alfonso Teodoro Carlo Francesco de Necker. Necker was tevens Zwitsers consul bij de Oostenrijkse overheid in Triëst.
De Oostenrijkse regering kocht de Villa Necker in 1851. Het hoofdkwartier van de Oostenrijkse vloot werd er ingericht. Sommige gekwetste soldaten van de Slag bij Solferino (1859) vonden verzorging in de Villa Necker.
Ten gevolge van het Verdrag van Rapallo (1920) ging Triëst over naar het koninkrijk Italië en niet naar het koninkrijk van Serven, Kroaten en Slovenen. Het Italiaanse leger had al bezit genomen van de Oostenrijkse Villa Necker in 1918. De Italianen gaven het een andere naam: de Villa Girolamo.
Naar het einde van de Tweede Wereldoorlog was de villa het hoofdkwartier van het 5e Leger (Verenigde Staten).
Door de Vrede van Parijs (1947) bleef Triëst bij de republiek Italië. Italië behield de Villa Necker als een militair domein. Het ministerie van Defensie huisvest er het militair hoofdkwartier van het Italiaanse leger voor de regio Friuli-Venezia Giulia.